# Txumpu-Kitil
Txumpu-Kitil (en rus: Чумпу-Кытыл) és un poble de la república de Sakhà, a Rússia, que el 2018 tenia 200 habitants, pertany al districte de Khonuu.